# Donavia

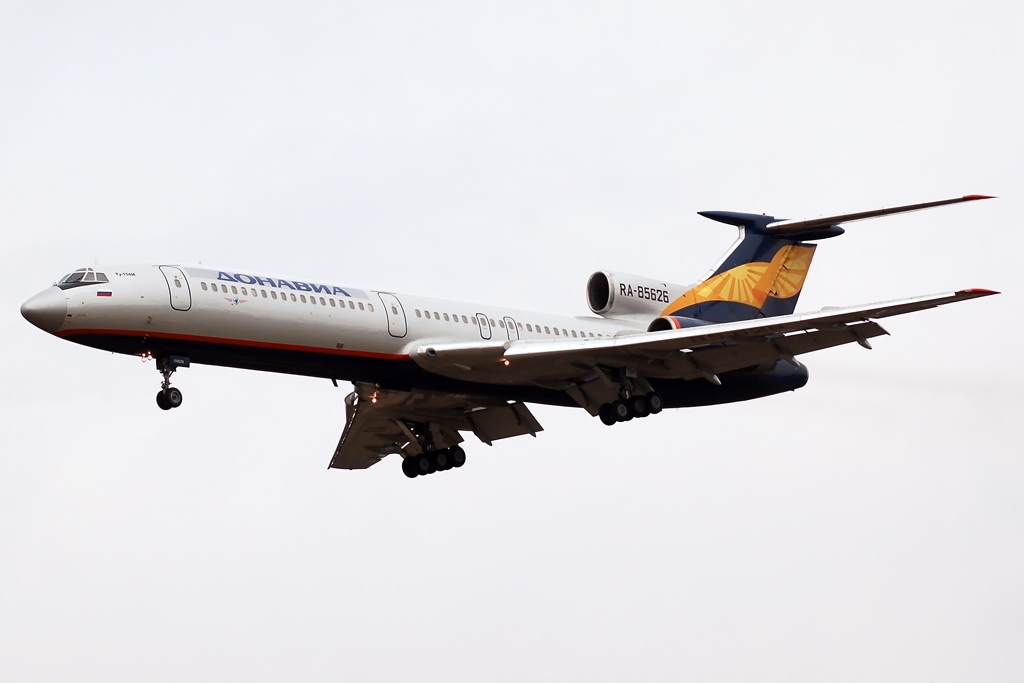
Wycofany samolot Tu-154M linii Donavia

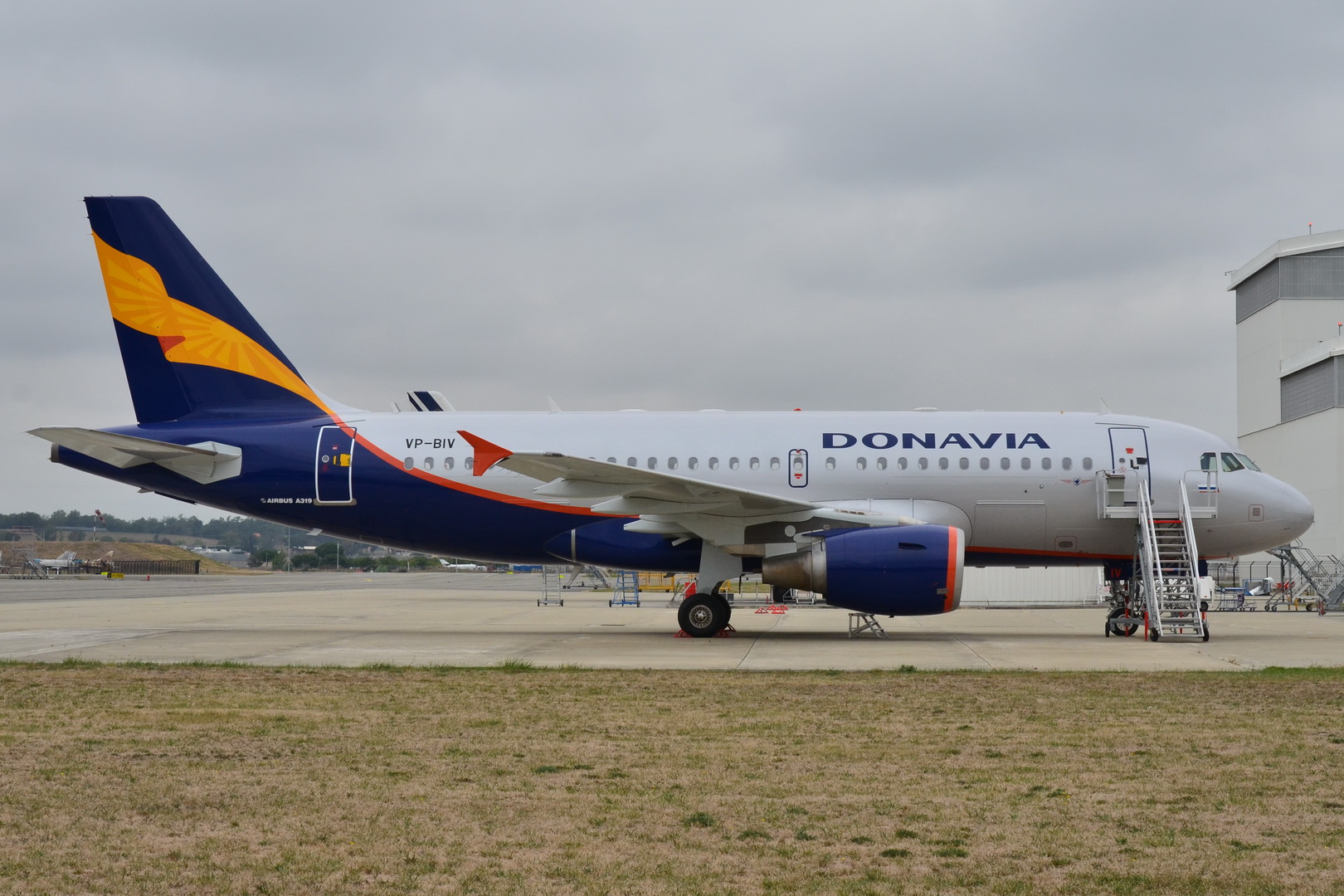
Samolot Airbus A319 linii Donavia

Donavia (ros. Донавиа, dawniej Aerofłot-Don) – rosyjskie linie lotnicze z siedzibą w Rostowie nad Donem. Głównymi węzłami były port lotniczy Rostów nad Donem i Moskwa-Szeremietiewo. W latach 2000–2009 była częścią holdingu Aerofłot. W 2016 roku przewoźnik został wchłonięty przez linie lotnicze Rossija.

## Połączenia
Przed zakończeniem działalności linie woziły pasażerów do:
- Armenia
  - Erywań
- Izrael
  - Tel Awiw-Jafa
- Portugalia
  - Lizbona
- Rosja
  - Jekaterynburg
  - Krasnodar
  - Mineralne Wody
  - Moskwa
  - Nowosybirsk
  - Rostów nad Donem
  - Sankt Petersburg
  - Soczi
  - Stawropol
  - Symferopol
  - Wołgograd
- Tadżykistan
  - Chodżent
  - Duszanbe
- Turcja
  - Antalya
  - Stambuł
- Uzbekistan
  - Taszkent

## Flota
Flota linii Donavia w dniu 3 maja 2015 roku:
| Model       | Ilość | Zamówienia |
| ----------- | ----- | ---------- |
| Airbus A319 | 10    | 0          |

W poprzednich latach linie miały na wyposażeniu maszyny Jak-40, Tu-134, Tu-154, Ił-86, An-12, Boeing 737-500 i Boeing 737-400. 